# Pai Caio de Xangô
Caio Egydio de Souza Aranha (1925 — 1985), o Pai Caio de Xangô, foi um babalorixá do candomblé de São Paulo, fundador do terreiro Axé Ilê Obá na Vila Fachini, distrito do Jabaquara, e após a sua morte foi sucedido por sua sobrinha, a ialorixá Sylvia de Oxalá. 

## Biografia
Nascido em novembro de 1925, em São Paulo, na região do Lavapés, atual bairro do Cambuci, mas criado em Campinas, pela avó, Cândida, o babalorixá Caio de Xangô foi uma importante figura do Candomblé paulista. Iniciado no Candomblé em 1941, para o orixá Xangô, recebendo o nome de Obá Inã, o Rei do Fogo, por determinação de Iá Maximiana Maria da Conceição, a tia Massi, ialorixá da Casa Branca do Engenho Velho, ou Ilê Iá Nassô Ocá, e recebeu seu decá das mãos de Mãe Menininha do Gantois. 

## A Fundação do Axé Ilê Obá

### A Congregação Espírita Beneficente Pai Jerônimo
Em 1950, Caio Egydio funda no bairro do Brás o terreiro de Umbanda Congregação Espírita Beneficente Pai Jerônimo. "Pai Jerônimo" aludindo a São Jerônimo, santo católico sincretizado com Xangô, orixá de Pai Caio. Naquele período, a umbanda de Pai Caio atendia à população negra e operária do centro de São Paulo, que buscavam auxílio e orientações espirituais. A casa também era frequentada por artistas e habitues da Boate Feitiço, onde Caio Edydio se apresentava, exercendo seu talento artístico, cantando samba, música popular e operetas. 
Nos dez anos seguintes, Pai Caio de Xangô faz diversas visitas a Salvador, aprofundando sua relação com Tia Massi e Mãe Menininha do Gantois, e recebendo seus ensinamentos e conselhos. Durante estas viagens, Pai Caio foi orientado por estas suas mentoras religiosas a formar um terreiro de Candomblé consagrado a seu orixá, Xangô. 
No terreiro no Brás, Pai Caio já mesclava a Umbanda com práticas do Candomblé de Queto e Angola, o que eventualmente levou à migração do culto para o Axé Ilê Obá, casa reconhecida e respeitada do Candomblé paulista. 
A história oral da casa oferece uma rica memória dos duros períodos históricos vividos pelas comunidades negras. Alguns relatos-chave da história do Axé Ilê Obá e da Ialorixá Sylvia de Oxalá, herdeira de Pai Caio de Xangô, foram elencadas na obra "História e Memória do Terreiro Axé Ilê Obá", de Renato Pereira Correa(2014), e, junto da análise do autor, oferecem uma delineação farta da condição das populações negras de São Paulo e da trajetória de Pai Caio de Xangô e, posteriormente, de Mãe Sylvia de Oxalá. 
Por volta de 1974 o terreiro no Brás encerra suas atividades. 

### A Força da Casa do Rei - O Axé Ilê Obá
Em 1968 iniciou-se a construção da atual sede do Axé Ilê Obá, o Palácio de Xangô, na Rua Azor Silva, Vila Fachini, no bairro do Jabaquara. 
O Axé Ilê Obá foi construído ao modelo observado por Pai Caio nas casas tradicionais da Bahia. 
O Axé Ilê Obá passou a ter muita visibilidade por meio da imprensa da época. Recebia a visita de artistas e autoridades não apenas nas festas dos Orixás, mas também para receber as orientações deste importante Babalorixá, que soube conciliar suas atividades como empresário e grande empreendedor.
Pai Caio de Xangô esteve no comando do Axé Ilê Obá por 34 anos e preparou sua sucessora sua sobrinha Sylvia Egydio, sem que ela soubesse do fato. Definindo desta forma o critério de sucessão por hereditariedade. 
Relatos mais detalhados sobre a história do Axé Ilê Obá e sua tradição podem ser encontradas no site do próprio terreiro e em obras biográficas como "O Perfil do Axé Ilê Obá" (1980), de Sylvia Egydio, sucessora de Pai Caio.  